# Scott Kazmir
Scott Edgard Kazmir (Houston, Texas, 24 de enero de 1984) es un lanzador estadounidense de béisbol profesional que juega con los Atlanta Braves de las Grandes Ligas. Anteriormente jugó con los Tampa Bay Devil Rays/Rays, Los Angeles Angels of Anaheim, Cleveland Indians, Oakland Athletics, Houston Astros y Los Angeles Dodgers.

## Trayectoria
Debutó el año 2004 con Tampa Bay Devil Rays, equipo con el que se mantuvo hasta 2009. Con ellos logró el banderín de la Liga Americana en 2008 y participó en dos juegos de la Serie Mundial de ese año (0-1). Esa misma temporada consiguió su mejor marca, en lo que va de su carrera, con 12 victorias y ocho reveses.
En 2007, y a sus veintidós años, obtuvo el primer lugar de la liga en ponches (239) y juegos iniciados (34).
En 2009 dejó al equipo de Tampa Bay Rays y firmó para Los Angeles Angels of Anaheim con quienes logró una marca de 2-2 en temporada regular, y alcanzó arribar a postemporada jugando la Serie Divisional frente a Boston Red Sox (0-0) y la serie de campeonato de la Liga Americana frente a New York Yankees (0-1).
El 15 de junio de 2011 fue despedido de los Angelinos de Anaheim por la baja performance mostrada en los últimos meses, aun teniendo 14.5 millones de dólares de su contrato garantizados.
En 2013 fichó por los Cleveland Indians y en 2014 por los Oakland Athletics. Se incorporó a los Houston Astros en julio de 2015.

### Los Angeles Dodgers
El 30 de diciembre de 2015, Kazmir firmó un contrato por tres años y $48 millones con los Dodgers de Los Angeles. En la temporada 2017, realizó 26 aperturas para el equipo y registró marca de 10-6 con 4.56 de efectividad.

### Atlanta Braves
El 16 de diciembre de 2017, los Dodgers enviaron a Kazmir junto a Adrián González, Brandon McCarthy, Charlie Culberson y consideraciones en efectivo a los Bravos de Atlanta a cambio de Matt Kemp.